# Palatul Apollo din Târgu Mureș
Palatul Apollo (în maghiară Apolló-palota) este o clădire emblematică ridicată între 1821 și 1822 în stil eclectic de către contele Sámuel Teleki în Piața Trandafirilor din Târgu Mureș.

## Istoric

Sámuel Teleki

Istoria Palatului Apollo este strâns legată de construcția Bibliotecii Teleki. Fondatorul, Sámuel Teleki  era conștient că după moartea sa, în condițiile sărăcăcioase ale Transilvaniei, întreținerea și funcționarea instituției bibliotecii se va lovi de greutăți financiare. De aceea în testament a separat proprietățile sale de la Târgu Mureș care deveneau fideicomisionare în scopul asigurării funcționării și sporirii fondului bibliotecii. Cu acest scop a construit în centrul orașului și clădirea multifuncțională cu două etaje, devenit cunoscut mai târziu sub numele de Apollo.
Construcția palatului a început în anul 1804, după ce lucrările de zidărie ale bibliotecii s-au încheiat definitiv, și a durat până în anul 1807. Lucrările de zidărie au fost conduse de un maistru clujean, Johannes Sommer, șarpanta a fost montată de dulgherul binecunoscut de la lucrările Bibliotecii Teleki, Christian Schön. Amenajările interioare au fost terminate în 1808, lucrările de tâmplărie i-au revenit meșterului bibliotecii, Ádám Molnár, lăcătușul fiind însă unul din Cluj, Johann Hentzenberger.
În incinta clădirii erau organizate baluri, erau prezentate piese de teatru ale trupelor care vizitau orașul și aici ieșeau prima oară în societate tinerele din protipendadă. Pe scena Palatului Apollo au jucat Róza Déryné Széppataki, Anna Kántorné Engelhardt, Lujza Blaha, Mari Jászai, Gyula Kovács și István Szentgyörgyi. În perioada revoluției din 1848-1849 a fost locul de întâlnire a tineretului revoluționar.
În 1937 cu 187 de participanți a fost ținută în Palatul Apollo Reuniunea de la Târgu Mureș, o întâlnire a intelectualilor maghiari din România. Scopul a fost de a crea o platformă unită între diferitele grupări ale minorității maghiare și discuția, cu posibilitatea găsirii unor soluții, pentru rezolvarea problemelor maghiarilor în contextul agravării situației politice către sfârșitul anilor '30 sub influența situației internaționale (prinderea de forță a ideologiei fasciste în România) și a acțiunilor regelui.

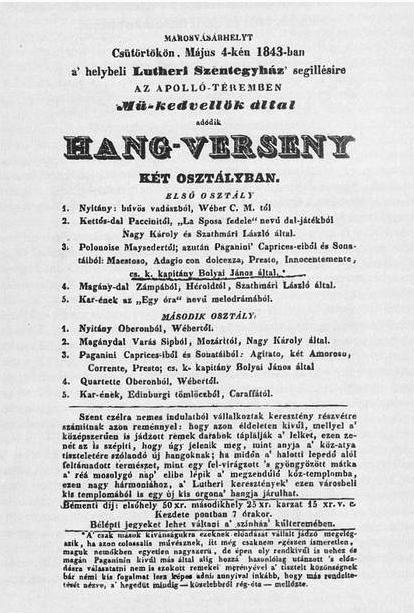
Afișul unui concert din 1824 cu participarea lui János Bolyai

## Arhitectura
Fațada actuală cu trei etaje, rezultatul transformărilor din 1924 a păstrat distribuția originală a ferestrelor: cuprinde nouă axe. Au fost dislocate numai cele trei ferestre de deasupra intrării principale, fiind aduse una lângă alta în axa centrală.

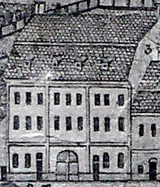
Fațada originală pe gravura lui István Mikolai Tóth (1822)
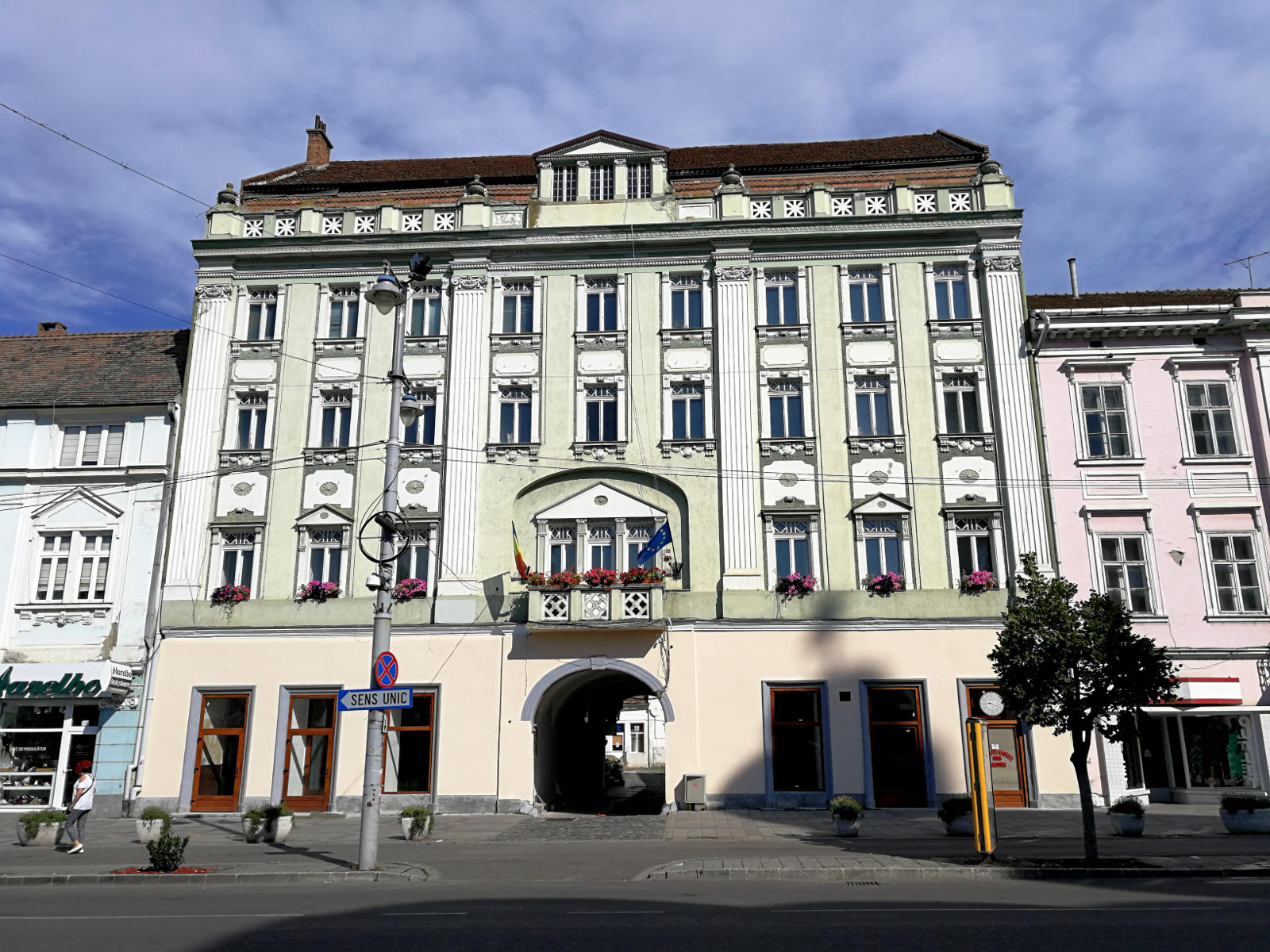
Fațada palatului în prezent, reconstrucția realizată după planurile lui Sándor Radó
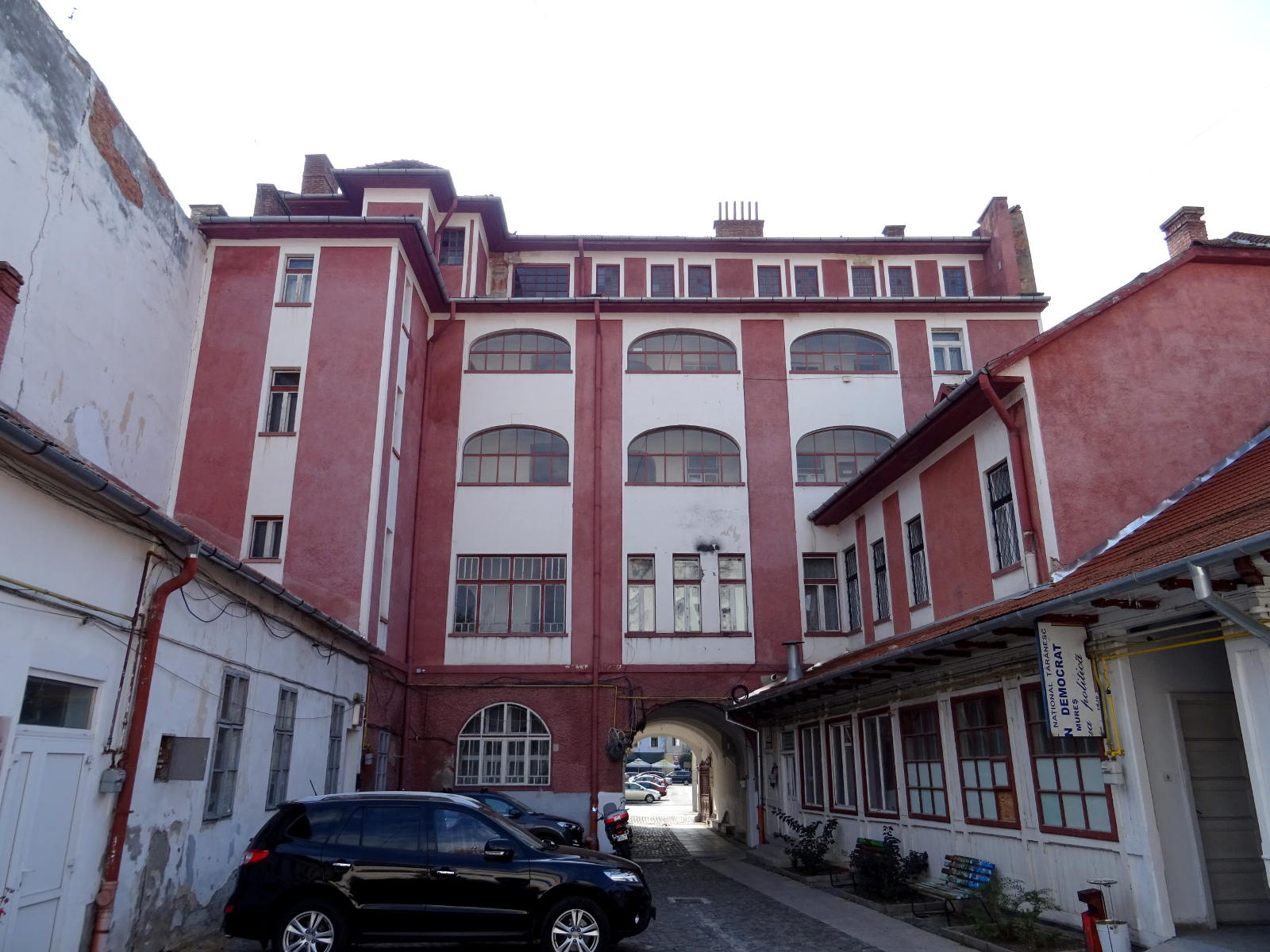
Vederea din curte